# Herwig Gössl
Herwig Gössl (ur. 22 lutego 1967 w Monachium) – niemiecki duchowny katolicki, biskup pomocniczy Bambergu w latach 2014-2023, arcybiskup metropolita Bambergu od 2024.

## Życiorys
Święcenia kapłańskie przyjął 26 czerwca 1993 i został inkardynowany do archidiecezji bamberskiej. Pracował głównie jako duszpasterz parafialny. Od 2007 był jednocześnie wicerektorem bamberskiego seminarium, a od 2008 pełnił tę samą funkcję także w seminarium w Würzburgu.
24 stycznia 2014 papież Franciszek mianował go biskupem pomocniczym archidiecezji bamberskiej ze stolicą tytularną Balecium. Sakry udzielił mu 15 marca 2014 arcybiskup metropolita bamberski Ludwig Schick.
9 grudnia 2023 papież Franciszek przeniósł go na urząd arcybiskupa metropolity Bambergu. Ingres odbył 2 marca 2024. 29 czerwca 2024 w bazylice św. Piotra na Watykanie odebrał od papieża Franciszka paliusz.